# .20 VarTarg
El .20 VarTarg es un cartucho metálico de fuego central para rifle, desarrollado como "Wildcat" a partir del casquillo del  .221 Remington Fireball al que se le ha ajustado el cuello hacia abajo para disparar un calibre de 5,2 mm bala.
El nombre VarTarg es un acrónimo del ingles alimaña y blanco.
Existe también un .20 VarTarg Turbo desarrollad a partir del .222 Remington .